# Polymorphus obtusus
Polymorphus obtusus är en hakmaskart som beskrevs av Van Cleave 1918. Polymorphus obtusus ingår i släktet Polymorphus och familjen Polymorphidae. Inga underarter finns listade i Catalogue of Life.